# A Cavalryman
A Cavalryman es una pintura del siglo XIX del artista francés Alphonse de Neuville. Realizado en óleo sobre lienzo, el cuadro representa a un jinete francés sobre un campo amarillo. La obra está en la colección del Museo Metropolitano de Arte de Nueva York.

## Descripción
Caballero representa a un dragón francés del Primer o Segundo Imperio francés. Los dragones eran infantería montada capaz de enfrentarse a caballo antes de desmontar para enfrentarse a las fuerzas enemigas a pie; este importante papel, junto con el costo de los caballos, dio como resultado que los dragones fueran conocidos como tropas de élite pero caras. Algunas fuentes identifican al sujeto de la pintura como un trompetista.
Los dragones se convirtieron en tema de varias obras de arte militar, incluidas las obras de Ernest Meissonier, cuyo estilo De Neuville emuló directamente en A Cavalryman. La pintura en sí fue realizada después de la derrota francesa en la guerra franco-prusiana que resultó en un aumento del interés por los militares en la Tercera República Francesa. Como señala el Museo Metropolitano de Arte, De Neuville "capitalizó el intenso patriotismo y los sueños de gloria militar que despertó la derrota francesa" con su obra.